# Мут (Мерсин)
Мут (тур. Mut) — город и район в провинции Мерсин (Турция).

## История
Эти места были населены с античных времён. Ими владели персы, греки, римляне, византийцы, армяне, турки-сельджуки, и в итоге они вошли в состав Османской империи.